# Butte Creek Canyon
Butte Creek Canyon est une census-designated place située dans le comté de Butte, dans l’État de Californie, aux États-Unis. Sa population s’élevait à 1 086 habitants lors du recensement de 2010.

## Source
- (en) Cet article est partiellement ou en totalité issu de l’article de Wikipédia en anglais intitulé « Butte Creek Canyon, California » (voir la liste des auteurs).